# 奧爾登齊 (文尼察州)
49°26′9″N 29°2′52″E / 49.43583°N 29.04778°E
奧爾登齊（烏克蘭語：Ординці）是烏克蘭西南部文尼察州文尼察區的村落，面積0.16平方公里，海拔高度272米，2001年人口502，人口密度每平方公里3,177.2人。